# Andrzej Minkowicz
Andrzej Minkowicz – poseł do Sejmu Krajowego Galicji II kadencji (1867–1869), włościanin z Libochory.
Wybrany w IV kurii obwodu Sambor, z okręgu wyborczego nr 20 Turka–Borynia. 